# Gino Concari
Gino Concari (...) è un attore e artista italiano.

## Biografia
Originario di Como, nel 1988 entra nel mondo dello spettacolo vincendo il concorso di bellezza Il più bello d'Italia. 
In seguito, intraprende una carriera d'attore partecipando a film di genere tra la fine degli anni ottanta e l'inizio degli anni novanta. È protagonista in alcune pellicole erotiche come Intrigo d'amore del 1988, Spogliando Valeria del 1989, Abatjour 2 - Il sofà... di Madame X del 1990 e Mia dolce Gertrude del 1991. Ottiene il ruolo principale anche nei thriller-horror Massacre del 1988, film compreso nel ciclo televisivo Lucio Fulci presenta, e L'uomo che non voleva morire del 1989, rimasto inedito al pubblico fino al 2007 a causa degli elevati livelli di violenza in esso presenti.
Successivamente si dedica al mondo dell'arte, divenendo il curatore dell'apertura della casa-museo dell'artista Rosario Bruno Mele, ad Abbadia Lariana, con la collaborazione dell'associazione culturale a lui dedicata.

## Filmografia
- Intrigo d'amore, regia di Mario Gariazzo (1988)
- Massacre, regia di Andrea Bianchi (1988)
- Io Gilda, regia di Andrea Bianchi (1989)
- Spogliando Valeria, regia di Bruno Gaburro (1989)
- L'uomo che non voleva morire, regia di Lamberto Bava – film TV (1989)
- Abatjour 2 - Il sofà... di Madame X, regia di Lorenzo Onorati (1990)
- Mia dolce Gertrude, regia di Adriana Zanese (1991)
- Donne in amore, regia di Mario Gariazzo (1991)